# James H. Kerby
James Haden Kerby (* 30. April 1881 in Huntsville, Missouri; † 11. September 1957 in Phoenix, Arizona) war ein US-amerikanischer Farmer, Geschäftsmann und Politiker (Demokratische Partei).

## Werdegang
James Haden Kerby, jüngster Sohn von Cassie Rutherford und Clifton T. Kerby, wurde 1881 im Randolph County geboren. Seine Eltern gehörten zu den prominentesten und einflussreichsten Leuten in Missouri. Über seine Jugendjahre ist nicht viel bekannt. Kerby lebte kurz in St. Louis und dann in New Jersey, bevor er in den frühen 1900er Jahren nach Arizona kam. Er arbeitete in einer Drogerie, bevor er Buchhalter wurde. Von 1907 bis 1911 war er als Deputy County Assessor vom Graham County unter John J. Birdno tätig. Danach wurde er der erste Assessor von Greenlee County, welches erst 1909 durch eine Abspaltung eines Teils vom Graham County entstand.
Kerby war von 1923 bis 1929 und von 1933 bis 1939 Secretary of State von Arizona und bekleidete damit insgesamt 12 Jahre lang den Posten. Erst Wesley Bolin hatte eine längere Amtszeit und zwar 28 Jahre, 9 Monate und 18 Tage. Kerby kandidierte 1928 und 1938 nicht erneut für eine Wiederwahl zum Secretary of State, da er jeweils für die demokratische Nominierung für den Posten des Gouverneurs von Arizona antrat. Er unterlag beide Male bei den Vorwahlen. Dennoch trat er bei den Gouverneurswahlen im Jahr 1938 als Unabhängiger an, da seine Niederlage bei den demokratischen Vorwahlen zum Sieger Robert Taylor Jones weniger als 3 % der Stimmen betrug. Kerby erlitt bei den Gouverneurswahlen eine Niederlage. Er holte weniger als 5 % der Stimmen. 1942 kandidierte er erfolglos für die demokratische Nominierung im ersten Wahlbezirk von Arizona für den US-Kongress. Bei seiner Kandidatur für die demokratische Nominierung zum Secretary of State von Arizona im Jahr 1944 erlitt er erneut eine Niederlage.
Kerby besaß eine Farm und war als County Contractor und Immobilienhändler tätig. Er war Mitglied der Arizona County Assessors’ Association, der Elks' Loge Nr. 1174 in Clifton und der Coronado Masonic Loge Nr. 8 in Clifton.
Nach seinem Tod im Jahr 1957 in Phoenix wurde er dort auf dem Greenwood Memory Lawn Cemetery beigesetzt, wo auch seine verstorbene Ehefrau Cora Gibson (1882–1953) bestattet wurde.